# Een engel gaat heen
Een engel gaat heen is het eerste album uit de Belgische stripreeks Soda. Het album werd voor het eerst uitgebracht in 1986 door uitgeverij Dupuis.

## Verhaal
Soda werkt al acht jaar voor de politie van New York. Hij woont samen met zijn moeder Mary op een klein appartement. Mary komt nooit buiten uit schrik en denkt dat haar zoon in het dagelijkse leven een priester is.
Na een wilde auto-achtervolging probeert Soda een vrouw te arresteren, maar ze kan ontsnappen. Het gaat om Larcey, een jonge vrouw die in het ziekenhuis werkt van professor Lincoln. Soda moest haar naar de rechtbank begeleiden, maar ze kon onderweg ontsnappen. Zijn baas Horatio Bergamo is dan ook razend op hem. Gelukkig wil zijn collega Babs wel helpen. Maar wanneer een andere agent het dossier van Larcey naar Soda probeert te brengen, wordt hij door een huurmoordenaar vermoord. Soda loopt de moordenaar ook tegen het lijf, maar wordt gespaard omdat de man denkt dat Soda een priester is.
Soda zet een achtervolging in, maar de huurmoordenaar heeft door dat hij op de hielen wordt gezeten. De man vlucht een verlaten gebouw in en krijgt tijdens een vuurgevecht met Soda een chemisch zuur op zijn gelaat. Hij kan vluchten, terwijl Soda het bewustzijn verliest.
Soda wordt door
Larcey in veiligheid gebracht. Ze verzorgt hem en legt hem de waarheid uit. Lincoln is een corrupte chirurg die geld verdient met illegale orgaantransplantaties. De huurmoordenaar, Stuart Callaghan, werkt in dienst van de dokter. Soda vreest dat deze zaak nog lang gaat duren en wil zijn moeder op de hoogte brengen dat hij later thuis zal zijn. Maar zijn moeder neemt niet op. Soda haast zich naar huis en ontdekt dat zijn moeder is ontvoerd door Lincoln.
Vanaf dan beseft Soda dat Lincoln hulp krijgt van Horatio Bergamo. Soda confronteert zijn baas met de feiten, en die geeft toe dat hij Lincoln heeft geholpen. De corrupte chirurg houdt de dochter van Horatio namelijk al maanden in een coma. In het ziekenhuis, waar ook Larcey op zoek is naar wraak, dwingt Soda de chirurg om Mary vrij te laten. Terwijl de drie rond het bed van Mary staan, stormt Stuart Callaghan naar binnen. Hij vuurt op alles en iedereen, terwijl Soda terugschiet. Larcey raakt dodelijk gewond, Stuart is dood, Lincoln sterft aan een hartaanval en Soda overleeft alles. Zijn moeder ligt ondertussen nog steeds te slapen. Wat later dient Horatio zijn ontslag in.